# Gösta Walin (oceanograf)
Gösta Sten Walin, född 26 februari 1938, död 19 september 2022, var en svensk oceanograf, teoretisk fysiker och aktiv samhällsdebattör i energi- och miljöfrågor. Han blev tidigt känd som upphovsman till begreppet ”grön skatteväxling”. Han var professor  i oceanografi på Geovetarcentrum vid Göteborgs universitet, och klimatskeptiker.

## Biografi
Gösta Walin var civilingenjör och blev 1972 docent i teoretisk fysik. Åren mellan 1964 och 1972 var han verksam vid Bert Bolins institution MISU, samt därefter professor i oceanografi vid oceanografiska institutionen i Göteborg 1973. Samma år skrev han en debattbok om förutsättningar för en alternativ energipolitik, som blev en ledstjärna för vissa handläggare på de svenska sektorforskningsmyndigheterna som instiftats i oljekrisens spår. Walin hävdade att energins roll som produktionsfaktor var överdriven och att ”energikrisen” var ett propagandanummer. Han menade att energiåtgången på flertalet områden kan minskas avsevärt under förutsättning att andra produktionsfaktorer används effektivare. En framsynt prispolitik var nyckeln till att minska energikonsumtionen: beskatta energianvändningen och skattebefria arbetskraften.

## Samhällsdebattör
Walin fortsatte att engagera sig i samhällsdebatten och från att ha debattera vattenföroreningar, kärnkraft och annan energipolitik tog han på äldre dar till orda i klimatfrågan och frågan om människans roll för koldioxidhalterna. Han var skeptisk till de slutsatser som till exempel klimatforskaren Gunilla Svensson vid Stockholms universitet, och andra klimatforskare, drar av mätningar vid Nordpolen: - ”Ingen kan utesluta att det finns naturliga förklaringar till klimatförändringar och jag gillar inte synsättet att allt som människan gör är till skada. Tvärtom anser jag att mer koldioxid är bra för jorden. Växtligheten ökar. Vad är det för fel med det”, undrade han. Han sammanfattade sin syn på klimatet i sex huvudpunkter vid ett föredrag år 2004.

## Övrigt
Walin utsågs 2010 till hedersdoktor vid University of Dundee i Skottland.
År 2005 instiftade Gösta Walin Leo Huss Walin priset. Priset delas ut till personer som med goda argument vågat gå emot etablerade sanningar på det vetenskapliga området.